# Magic: The Gathering Online
Magic: The Gathering Online ist ein Online-Sammelkartenspiel, das von Leaping Lizard Software für Wizards of the Coast entwickelt und erstmals am 24. Juni 2002 veröffentlicht wurde. Das Spiel basiert auf dem bekannten Sammelkartenspiel Magic: The Gathering. Es ist für Microsoft Windows verfügbar. Seit 18. Oktober 2022 liegt die Betreuung und Weiterentwicklung des Spiels bei der Daybreak Game Company.

## Spielprinzip
Magic: The Gathering Online ermöglicht es den Spielern, das beliebte Sammelkartenspiel Magic: The Gathering online zu spielen. Das Spiel bietet eine Vielzahl von Karten aus verschiedenen Editionen und Erweiterungen, die es den Spielern ermöglichen, eigene Decks zusammenzustellen und gegen andere Spieler anzutreten.
Das Spiel bietet verschiedene Spielmodi, darunter Duell, Turniere und Mehrspieler-Partien. Die Spieler können ihre Decks anpassen, Karten tauschen und sammeln, neue Karten durch Boosterpacks erhalten und ihre Fähigkeiten gegen andere Spieler auf die Probe stellen.

## Funktionen
Magic: The Gathering Online bietet eine Reihe von Funktionen. Dazu gehören:
- Deckbau: Spieler können ihre eigenen Decks aus einer umfangreichen Sammlung von Karten zusammenstellen. Dabei können sie aus verschiedenen Farben, Strategien und Kartenarten wählen, um ihre Decks nach ihren Vorlieben anzupassen.
- Tauschsystem: Das Spiel ermöglicht es den Spielern, Karten mit anderen Spielern zu tauschen, um ihre Sammlungen zu erweitern und seltene Karten zu erhalten.
- Turniere: Magic: The Gathering Online bietet regelmäßig Turniere, bei denen die Spieler gegeneinander antreten können, um Preise und Anerkennung zu gewinnen. Diese Turniere können sowohl Einzelspieler- als auch Mehrspieler-Partien umfassen.
- Online-Community: Das Spiel verfügt über eine aktive Online-Community, in der die Spieler miteinander interagieren können. Sie können sich in Foren austauschen, an Diskussionen teilnehmen und sich über Strategien und Taktiken informieren.

## Erweiterungen
Ähnlich wie das physische Sammelkartenspiel Magic: The Gathering erhält auch Magic: The Gathering Online regelmäßig neue Erweiterungen und Editionen. Diese Erweiterungen führen neue Karten, Mechaniken und Spielkonzepte ein, um das Spielerlebnis zu erweitern und frisch zu halten. Spieler haben die Möglichkeit, neue Karten durch Boosterpacks zu erhalten und ihre Decks mit den neuesten Karten zu aktualisieren.

## Rezeption
Magic: The Gathering Online erhielt überwiegend positive Bewertungen von Kritikern. Das Spiel wurde für seine treue Umsetzung des physischen Sammelkartenspiels gelobt und bot Spielern die Möglichkeit, ihre Magic:-The-Gathering-Erfahrung online fortzusetzen. Die Funktionen und das Gameplay wurden als solide und gut umgesetzt angesehen.
Kritikpunkte waren gelegentliche technische Probleme, wie Verbindungsprobleme oder lange Ladezeiten. Einige Spieler bemängelten auch die Kostenstruktur des Spiels, da der Erwerb neuer Karten manchmal mit zusätzlichen Ausgaben verbunden war.